# Achille De Giovanni
Achille De Giovanni (Sabbioneta, 28 settembre 1838 – Padova, 9 dicembre 1916) è stato un medico e politico italiano.

## Biografia
Laureato in Medicina e Chirurgia nel 1862 all'Università degli Studi di Pavia, si trasferì all'Università di Bologna dove frequentò la clinica medica allora diretta da Luigi Concato.
Nel 1867 divenne assistente nella clinica medica dell'Università di Pavia e negli anni 1871 e 1872, fu professore supplente di questa materia.
Nel 1873 divenne professore di Patologia generale sempre nell'Università di Pavia, nominato anche direttore del Gabinetto di Patologia Sperimentale, e mantenne questi incarichi fino al 1878, quando fu chiamato alla direzione della cattedra di Clinica medica dell'Università degli Studi di Padova, dove rimase fino alla morte.
A Padova fu preside della Facoltà di Medicina e Chirurgia negli anni accademici 1885-1896 e, dal 1896 al 1900, Magnifico Rettore dell'ateneo patavino.
Massone, nel 1894 fu iniziato in Massoneria nella Loggia "Universo" di Roma, nel 1904 fu eletto Primo Gran Sorvegliante del Grande Oriente d'Italia e nel 1905 Garante d'Amicizia del Grande Oriente di Francia. Nel 1906 fu candidato Gran Maestro, in una terna di nomi che comprendeva, oltre al Gran Maestro uscente Ettore Ferrari, che fu rieletto, anche Ernesto Nathan. La Giunta esecutiva lo espulse dal Grande Oriente d'Italia per le dichiarazioni sulla Massoneria da lui rese nel referendum indetto dal giornale nazionalista L'Idea Nazionale.
Achille De Giovanni fu il grande caposcuola del neocostituzionalismo, dottrina che opponeva al concetto di cause esclusivamente esterne delle malattie quello dei fattori costituzionali, cioè della predisposizione individuale a contrarre determinate malattie, introducendo così l'ereditarietà quale elemento diagnostico.
Oltre che di costituzionalismo, si occupò con contributi originali di svariati argomenti di patologia e clinica (tubercolosi, nevrastenia, diabete, malattie cardiovascolari, polmoniti, patologia del simpatico, etc.).
Tra i molti suoi allievi della scuola costituzionalista i più importanti e noti furono: Luigi Peserico Dalle Ore, che raccolse nel 1909 per l'Editore Civelli le sue opere, Pietro Castellino, Giacinto Viola e solo perché assistente di quest'ultimo l'erede più illustre Nicola Pende.

## Onorificenze

### Onorificenze italiane
- Istituto veneto di scienze, lettere ed arti, di cui fu presidente dal 1900 al 1902

## Opere principali
- Commentarii di Clinica Medica, Padova, Draghi (2 voll., 1888-1893).
- Morfologia del Corpo Umano, Milano, Hoepli, (1898).
- Nevrosi e Neurastenia  (1900).